# Chile, la memoria obstinada
Chile, la memoria obstinada es un film de género documental chileno publicado en 1997 y dirigido por Patricio Guzmán. El film es una crónica de una serie de reencuentros con los protagonistas de su anterior película, La batalla de Chile (1976), que había sido filmada durante el Golpe de Estado de 1973. Chile, la memoria obstinada es también la historia de cómo volvió La batalla de Chile a su país de origen después de largos años de prohibición y censura, captando una de las primeras proyecciones públicas del film original de Guzmán desde que el gobierno democrático decide relajar las prohibiciones.

## Trama
En 1997, Patricio Guzmán vuelve a Chile con una copia de su famoso documental, La batalla de Chile. Vuelve con el propósito de reencontrarse con algunos de los que habían tenido que ser protagonistas durante los eventos del 11 de setiembre de 1973 y de mostrar su película a una nueva generación de ciudadanos chilenos que no habían podido conocerla hasta ahora gracias a la prohibición que se mantuvo sobre el film durante años. El film muestra una serie de encuentros y conversaciones con los protagonistas del film original y con un grupo de jóvenes para los cuales el Golpe de 1973 y la dictadura parecerían, o bien un recuerdo vago y lejano, o bien un episodio de poca gravedad histórica (en la opinión de algunos de ellos). Después de llevar a los viejos protagonistas por algunos de los lugares por los que habían pasado en 1973 durante el rodaje del film original, Guzmán la va a proyectar delante de los jóvenes anteriormente entrevistados, filmando sus reacciones y escuchando sus opiniones posteriores. El film culmina con las imágenes de una marcha por las calles de Santiago en que se escucha claramente la música de uno de los himnos de la Unidad Popular; hecho que sorprende a muchos transeúntes.